# Günter von Drenkmann

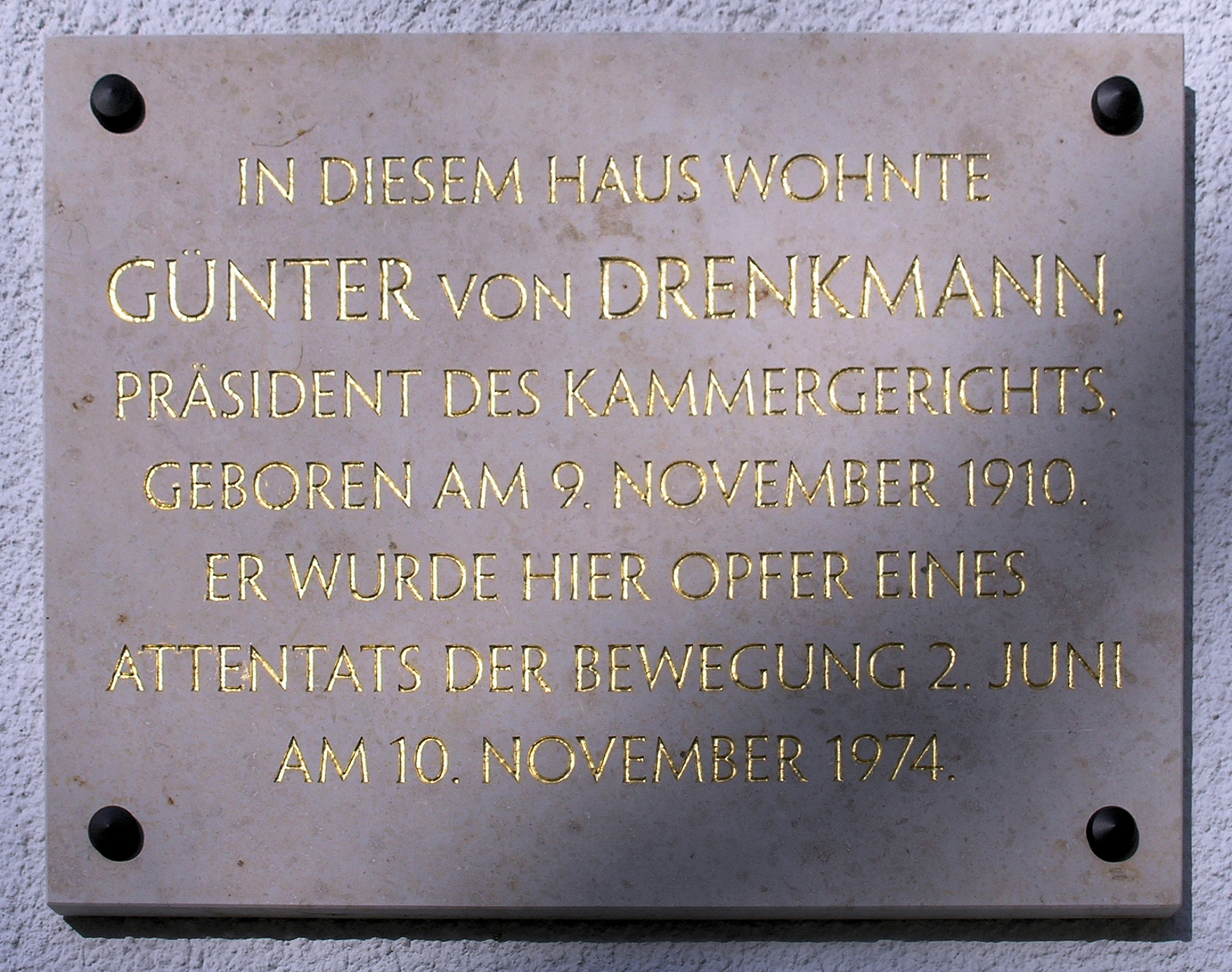
Gedenktafel am Haus Bayernallee 10, in Berlin-Westend

George Richard Ernst Günter von Drenkmann (* 9. November 1910 in Berlin; † 10. November 1974 ebenda) war ein deutscher Jurist und Präsident des Kammergerichts Berlin.
Er wurde von Terroristen der Bewegung 2. Juni bei einem Entführungsversuch getötet.

## Familie
Günter von Drenkmanns Großvater Edwin (1826–1904) war ab 1889 Präsident des Kammergerichts und später auch Kronsyndikus. Sein Vater war der kgl. preußische Geheime Oberfinanzrat Dr. jur. Edwin von Drenkmann (* 1864), Staatsfinanzrat der Reichsschuldenverwaltung. Seine Mutter Helen Drory (* 1874) war die Enkelin des britischen Unternehmerpatriarchen Leonard Drory.
Sein Sohn aus der im April 1939 geschlossenen Ehe mit Lilo Morgenroth (* 1918), Peter von Drenkmann, war von 1999 bis 2005 Präsident des Berliner Landgerichts.
Drenkmann war bis zu seinem Tod in zweiter Ehe mit Christel von Drenkmann (* 1922) verheiratet.

## Leben
Günter von Drenkmann konnte nach dem Studium der Rechtswissenschaften in Tübingen, München und Berlin nicht Richter werden, weil er sich weigerte, einer NS-Organisation beizutreten. Stattdessen wurde er Referent bei der Industrie- und Handelskammer. Mit seinem Freund Francis Wolff gehörte er dem Hot Club Berlin an, einem Freundeskreis, der im Rundfunk verbotene Jazzmusik hörte und Kontakte zu Jazz-Musikern wie Herb Fleming pflegte.
Nach 1945 galt er als einer der wenigen politisch unbelasteten deutschen Juristen. Der Sozialdemokrat Drenkmann wirkte an zahlreichen Wiedergutmachungsprozessen mit. 1947 wurde er Richter für Zivilsachen am Kammergericht in Berlin. Seit 1967 war er Kammergerichtspräsident, wie zuvor auch schon sein Großvater Edwin.

## Attentat und Trauerfeier

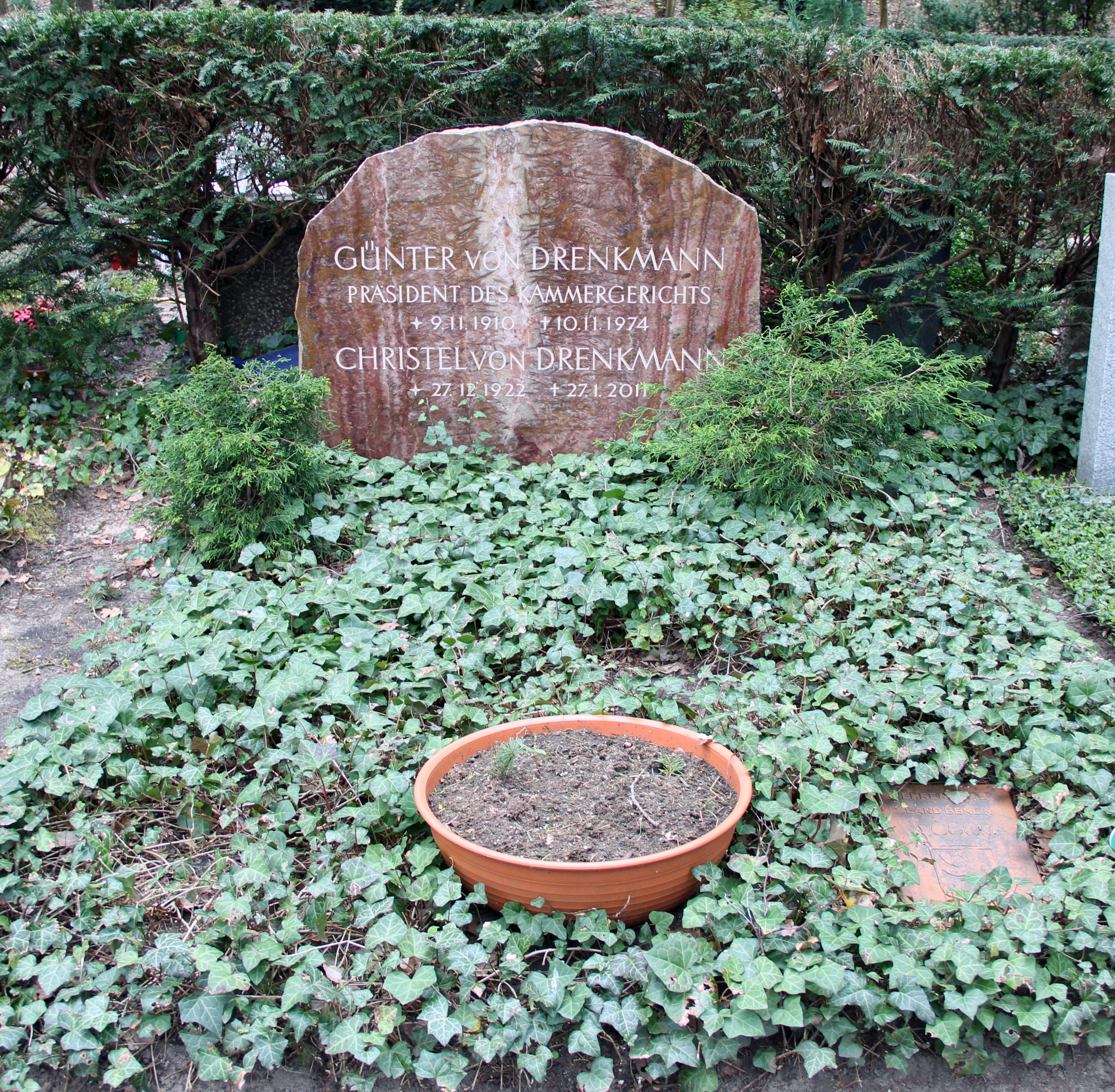
Ehrengrab auf dem Friedhof Heerstraße in Berlin-Westend

Am 10. November 1974 drangen unter dem Vorwand, Blumen anzuliefern, mehrere Terroristen in Drenkmanns Wohnhaus an der Bayernallee 10–11 im Berliner Westend ein. Drenkmann wurde durch im Handgemenge abgegebene Schüsse schwer verletzt und starb noch am selben Tag im Krankenhaus.
Die Bewegung 2. Juni bekannte sich zur Tat und bezeichnete diese als „Aktion“ gegen einen „Verantwortlichen“ für die „Ermordung eines Genossen“, nachdem am Tag zuvor Holger Meins, Mitglied der RAF, im Hungerstreik in der JVA Wittlich verstorben war.
Für Drenkmann wurde als Trauerfeier ein Staatsakt vor dem Rathaus Schöneberg abgehalten, zu dem über 20.000 Bürger erschienen. Bundespräsident Walter Scheel rief dabei „alle Demokraten zum Kampf gegen den Terror“ auf.
Günter von Drenkmann wurde auf dem landeseigenen Friedhof Heerstraße im Bezirk Charlottenburg (heutiger Ortsteil Berlin-Westend) beigesetzt.
Mit Drenkmann als Geisel wollten die Täter die Freilassung inhaftierter Gesinnungsgenossen erzwingen.
Sechs Mitglieder der Bewegung 2. Juni wurden 1977 im sogenannten Lorenz-Drenkmann-Prozess u. a. wegen der Entführung von Peter Lorenz und des Mordes an Drenkmann angeklagt. Das Gericht konnte die Tötung Drenkmanns keinem der Angeklagten nachweisen und verurteilte sie 1980 nur wegen der Entführung von Peter Lorenz. Bis heute ist die Tötung Drenkmanns nicht aufgeklärt.

## Erinnerung
Am ehemaligen Gebäude des Berliner Kammergerichts in der Witzlebenstraße 4–5 in Charlottenburg wurde eine Bronze-Gedenktafel angebracht. Mit dem Umzug des Kammergerichts 1997 in das Stammhaus in der Elßholzstraße 30–33 in Schöneberg wurde auch dort eine Tafel im Eingangsbereich angebracht. Planungen, im Jahre 2004 die Elßholzstraße in Drenkmannstraße umzubenennen, wurden nicht verwirklicht.
Auf Beschluss des Berliner Senats ist die letzte Ruhestätte von Günter von Drenkmann auf dem Friedhof Heerstraße (Grablage: Feld 20-C-45/46) seit 1975 als Ehrengrab des Landes Berlin gewidmet. Die Widmung wurde 2001 um die inzwischen übliche Frist von zwanzig Jahren verlängert.